# Minchah
Minchah è la preghiera pomeridiana ebraica, la cui origine risale al patriarca Isacco secondo la tradizione ebraica di cui è parte integrante e fondamento liturgico.
Dopo la distruzione del Tempio di Gerusalemme nel 70 d.C. i sacrifici vennero sostituiti definitivamente con le preghiere; le Tefillot erano presenti anche precedentemente pur rimanendo invariate le usanze del culto del Santuario che prevedevano due sacrifici giornalieri, quello della mattina accompagnato dalla Tefillah di Shachrith e quello pomeridiano accompagnato da questa preghiera. 
C'era inoltre la preghiera serale di Arvith, che per alcuni rimase in secondo piano in quanto non aveva alcun legame con i Sacrifici, e la Tefillah di Musaf che viene aggiunta nei giorni festivi per ricordare il Sacrificio aggiuntivo.

## Riti diversi
Inizialmente esistevano solo due riti, il Palestinese ed il Babilonese: da questi sono in seguito derivati il tedesco, il polacco, il greco, lo iemenita, l'italiano e lo spagnolo. Molti di questi riti sono stati modificati.